# パーマー・カレッジ・オブ・カイロプラクティック
パーマー・カレッジ・オブ・カイロプラクティック（英語: Palmer College of Chiropractic）は、アメリカ合衆国アイオワ州のダベンポートに所在するカイロプラクティック大学である。創設者はダニエル・デビッド・パーマー（en:Daniel David Palmer）。
1907年に森久保繁太郎が日本人初の卒業生となる。
1912年に同校卒業生の川口三郎が帰国し、日本で初めてカイロプラクティックを紹介する。

## 沿革
- 1897年 - D.D.パーマーによって、パーマー・スクール・オブ・カイロプラクティックとして開校。
- 1906年 - D.D.パーマーの息子であるバートレット・ジョシュア・パーマー（en:B. J. Palmer）が、学長に就任[3]。
- 1907年 - B.J.パーマーにより、学校名が、パーマー・カレッジ・オブ・カイロプラクティックとなる[3]。
- 1909年 - クリニックにX線診断装置導入[2]。
- 1980年 - カリフォルニア州サンノゼにあるNorthern California College of Chiropracticが、パーマー・カレッジ・オブ・カイロプラクティック ウェストとなる[4]。
- 2002年 - パーマー・カレッジ・オブ・カイロプラクティック フロリダが、フロリダ州ポートオレンジに開校[4]。

## コース[5]
- Doctor of Chiropractic
- Master of Science in Anatomy
- Master of Science in Clinical Research
- Bachelor of Science in general science
- Associate of Science in Chiropractic Technology

## キャンパス
- ダベンポート
- サンノゼ
- ポートオレンジ